# Казанский, Аркадий Николаевич
Арка́дий Никола́евич Каза́нский (12 мая 1919 — ?) — советский дипломат. Чрезвычайный и полномочный посол.

## Биография
На дипломатической работе с 1945 года.
- В 1945—1948 годах — сотрудник центрального аппарата НКИД (с 1946 — МИД) СССР.
- В 1948—1952 годах — сотрудник Посольства СССР во Франции.
- В 1952—1959 годах — сотрудник центрального аппарата МИД СССР.
- В 1959—1961 годах — на ответственной работе в центральном аппарате МИД СССР.
- В 1961—1964 годах — советник Посольства СССР в Мали.
- В 1965—1969 годах — советник Посольства СССР во Франции.
- В 1969—1972 годах — на ответственной работе в центральном аппарате МИД СССР.
- С 3 марта 1972 по 23 октября 1975 года — чрезвычайный и полномочный посол СССР в Экваториальной Гвинее[1].
- В 1975—1978 годах — на ответственной работе в центральном аппарате МИД СССР.
- С 4 октября 1978 по 8 августа 1981 года — чрезвычайный и полномочный посол СССР в Верхней Вольте[2].

С 1981 года — в отставке.